# Monumentul Eroilor din Târgu Neamț
Monumentul Eroilor din Târgu Neamț este un monument dedicat corpului de Vânători de munte ai Armatei Române și eroilor Primului Război Mondial.
Monumentul amplasat la Târgu Neamț este situat în partea de nord-est a orașului, pe terasa creată în mod artificial în anul 1936, pe Culmea Pleșului. Orașul a fost ales pentru construcția acestui edificiu datorită faptului că aici, în 1916-1917, a fost fondat primul corp de Vânători de munte de către regele Carol al II-lea.
Aflată la o altitudine de 491 de metri, cu aproape 100 de metri deasupra orașului, construcția poate fi remarcată cu ușurință de la depărtare.
Monumentul-mausoleu a fost inaugurat la 29 iunie 1939, în cadrul unei ceremonii solemne la care a participat regele Carol al II-lea, prim-ministrul Armand Călinescu, precum și numeroși generali, ofițeri superiori ai corpului de armată al vânătorilor de munte și oficialități ale județului Neamț.